# Judo-Weltmeisterschaften 2013
Die Judo-Weltmeisterschaften 2013 fanden vom 26. August bis 1. September 2013 im Ginásio do Maracanãzinho in Rio de Janeiro, Brasilien, statt.

## Ergebnisse

### Männer
| Gewichtsklasse | Gold            | Silber                      | Bronze            |
| -------------- | --------------- | --------------------------- | ----------------- |
| - 60 kg        | Naohisa Takato  | Daschdawaagiin Amartüwschin | Kim Won-jin       |
| - 60 kg        | Naohisa Takato  | Daschdawaagiin Amartüwschin | Orxan Səfərov     |
| - 66 kg        | Masashi Ebinuma | Asamat Muqanow              | Masaaki Fukuoka   |
| - 66 kg        | Masashi Ebinuma | Asamat Muqanow              | Heorhij Santaraja |
| - 73 kg        | Shōhei Ōno      | Ugo Legrand                 | Dex Elmont        |
| - 73 kg        | Shōhei Ōno      | Ugo Legrand                 | Dirk Van Tichelt  |
| - 81 kg        | Loïc Pietri     | Awtandil Tschrikischwili    | Alain Schmitt     |
| - 81 kg        | Loïc Pietri     | Awtandil Tschrikischwili    | Iwan Worobjow     |
| - 90 kg        | Asley González  | Warlam Liparteliani         | Kirill Denissow   |
| - 90 kg        | Asley González  | Warlam Liparteliani         | Ilias Iliadis     |
| - 100 kg       | Elxan Məmmədov  | Henk Grol                   | Lukáš Krpálek     |
| - 100 kg       | Elxan Məmmədov  | Henk Grol                   | Dimitri Peters    |
| + 100 kg       | Teddy Riner     | Rafael Silva                | Faicel Jaballah   |
| + 100 kg       | Teddy Riner     | Rafael Silva                | Andreas Tölzer    |
| Teamwettbewerb | Georgien        | Russland                    | Japan             |
| Teamwettbewerb | Georgien        | Russland                    | Deutschland       |

### Frauen
| Gewichtsklasse | Gold                   | Silber                | Bronze             |
| -------------- | ---------------------- | --------------------- | ------------------ |
| - 48 kg        | Mönchbatyn Urantsetseg | Haruna Asami          | Charline Van Snick |
| - 48 kg        | Mönchbatyn Urantsetseg | Haruna Asami          | Sarah Menezes      |
| - 52 kg        | Majlinda Kelmendi      | Érika Miranda         | Yuki Hashimoto     |
| - 52 kg        | Majlinda Kelmendi      | Érika Miranda         | Mareen Kräh        |
| - 57 kg        | Rafaela Silva          | Marti Malloy          | Vlora Beđeti       |
| - 57 kg        | Rafaela Silva          | Marti Malloy          | Miryam Roper       |
| - 63 kg        | Yarden Gerbi           | Clarisse Agbegnenou   | Anicka van Emden   |
| - 63 kg        | Yarden Gerbi           | Clarisse Agbegnenou   | Gévrise Émane      |
| - 70 kg        | Yuri Alvear            | Laura Vargas Koch     | Kim Seong-yeon     |
| - 70 kg        | Yuri Alvear            | Laura Vargas Koch     | Kim Polling        |
| - 78 kg        | Sol Kyong              | Marhinde Verkerk      | Mayra Aguiar       |
| - 78 kg        | Sol Kyong              | Marhinde Verkerk      | Audrey Tcheuméo    |
| + 78 kg        | Idalys Ortíz           | Maria Suelen Altheman | Lee Jung-eun       |
| + 78 kg        | Idalys Ortíz           | Maria Suelen Altheman | Megumi Tachimoto   |
| Teamwettbewerb | ' Japan                | Brasilien             | Kuba               |
| Teamwettbewerb | ' Japan                | Brasilien             | Frankreich         |

## Medaillenspiegel
| Rang      | Land               | Gold | Silber | Bronze | Gesamt |
| --------- | ------------------ | ---- | ------ | ------ | ------ |
| 1         | Japan              | 4    | 1      | 4      | 9      |
| 2         | Frankreich         | 2    | 2      | 4      | 8      |
| 3         | Kuba               | 2    | 0      | 1      | 3      |
| 4         | Brasilien          | 1    | 4      | 2      | 7      |
| 5         | Georgien           | 1    | 2      | 0      | 3      |
| 6         | Mongolei           | 1    | 1      | 0      | 2      |
| 7         | Aserbaidschan      | 1    | 0      | 1      | 2      |
| 8         | Israel             | 1    | 0      | 0      | 1      |
| 8         | Kolumbien          | 1    | 0      | 0      | 1      |
| 8         | Kosovo             | 1    | 0      | 0      | 1      |
| 8         | Nordkorea          | 1    | 0      | 0      | 1      |
| 12        | Niederlande        | 0    | 2      | 3      | 5      |
| 13        | Deutschland        | 0    | 1      | 5      | 6      |
| 14        | Russland           | 0    | 1      | 2      | 3      |
| 15        | Vereinigte Staaten | 0    | 1      | 0      | 1      |
| 15        | Kasachstan         | 0    | 1      | 0      | 1      |
| 17        | Südkorea           | 0    | 0      | 3      | 3      |
| 18        | Belgien            | 0    | 0      | 2      | 2      |
| 19        | Slowenien          | 0    | 0      | 1      | 1      |
| 19        | Griechenland       | 0    | 0      | 1      | 1      |
| 19        | Tunesien           | 0    | 0      | 1      | 1      |
| 19        | Ukraine            | 0    | 0      | 1      | 1      |
| Insgesamt | Insgesamt          | 16   | 16     | 32     | 64     |